# محمد حلمي عبد الوهاب
محمد حلمي عبد الوهاب هو أكاديمي وباحث مصري.

## حياته ونشأته
تخرّج من جامعة الأزهر (1997)، ثم واصل دراساته العليا في جامعة عين شمس. حاصل على شهادة الدكتوراه في الفلسفة (2007).

## مؤلفات
| الاسم                                                                       | دار النشر                             | تاريخ النشر | عدد الصفحات | ردمك ISBN            | المصدر            |
| --------------------------------------------------------------------------- | ------------------------------------- | ----------- | ----------- | -------------------- | ----------------- |
| المقدس والمدنس الديني والسياسي في فكر الحركات الإسلامية                     | دار العين                             | 2009        | 193         | (ردمك 9789776231665) | [ 3 ] [ 4 ] [ 5 ] |
| الإسلام والحداثة: الإنسحاب الثاني من مواجهة العصر                           | دار العين                             | 2010        | 204         | (ردمك 9765890793)    | [ 6 ]             |
| ولاة وأولياء : السلطة والمتصوفة في إسلام العصر الوسيط                       | الشبكة العربية للأبحاث والنشر، بيروت  |             | 478         |                      | [ 7 ]             |
| التصوف في سياق النهضة: من محمد عبده إلى سعيد النورسي                        | مركز دراسات الوحدة العربية            | 2018        | 308         |                      | [ 8 ]             |
| العروبة والقرن الحادي والعشرين                                              | دار العين                             | 2009        | 511         | (ردمك 9789953878225) | [ 9 ] [ 10 ]      |
| الأطر الشرعية والفنية لبورصة الأوراق المالية وآليات الرقابة القانونية عليها | دار العين                             | 2011        |             |                      | [ 11 ]            |
| النهوض العاثر ؛ الإصلاح والتجديد في الأزمنة الحديثة                         | المركز العربي للأبحاث ودراسة السياسات | 2020        | 460         | (ردمك 9786144453360) | [ 12 ] [ 13 ]     |
| الدين والسلطة والمجتمع "مقاربات نقدية"                                      | فرست بوك للنشر والتوزيع               | 2018        | 292         |                      | [ 14 ]            |
| التجديد الفلسفي في زمن النهضة الفاعلون والسياق                              | فرست بوك للنشر والتوزيع               | 2017        | 252         |                      | [ 15 ]            |
| االمقدس والمدنس الديني والسياسي في فكر الحركات الإسلامية                    | دار العين                             | 2009        | 193         | (ردمك 9789776231665) | [ 4 ]             |
| أحلام الفترة الانتقالية                                                     | 9789776148840                         | 2013        | 200         | (ردمك 9789776148840) | [ 16 ]            |
| المستويات المعيارية لخريج التعليم قبل الجامعي في الألفية الثالثة            | دار الفكر العربي                      | 2011        | 332         | (ردمك 9771026429)    | [ 17 ]            |
| نهاية الأرب في فنون الأدب "الجزء الثامن والعشرون"                           | الهيئة المصرية العامة للكتاب          | 1996        | 686         | (ردمك 9770129453)    | [ 18 ]            |